# 노먼 하워스
월터 노먼 하워스 경(영어: Sir Walter Norman Haworth, FRS, 1883년 3월 19일 ~ 1950년 3월 19일)은 영국의 화학자이다. 1937년에 탄수화물 및 비타민 C에 관한 연구로 파울 카러와 함께 1937년 노벨 화학상을 수상했다.

## 생애
월터 노먼 하워스는 영국 랭커셔 화이드 코피스에서 태어나 14살 때까지 아버지가 운영하는 공장에서 일을 했으며, 1903년 영국 맨체스터 대학교에 입학해서 화학을 배웠다. 1906년 윌리엄 퍼킨(William Henry Perkin) 교수의 지도로 화학석사학위를 받았으며, 독일 괴팅겐 대학교에 등록해 오토 발라흐(Otto Wallach) 교수의 실험실에서 연구를 해 1910년 박사학위를 취득했다. 박사 후 연수과정으로 맨체스터 대학교에서 1911년부터 1912년까지 연구원으로 근무하면서 단기간 왕립과학기술대학에서 화학분야 수석연구원으로 근무했다. 1912년 세인트앤드루스 대학교의 교수가 되어 탄수화물을 연구하다 당류가 고리형이라는 것을 발견하였고, 이후 1925년 버밍엄 대학교 학장이 된 이후 구조가 비슷한 비타민으로 연구방향을 변경하였다. 1934년에는 비타민 C의 대량합성에 성공하였고, 그 공로를 인정받아 1937년에 파울 카러와 함께 노벨 화학상을 공동 수상하였다. 이후 1947년에는 기사작위를 받았다.

## 업적
하워스가 영국 버밍엄 대학교의 화학과 학과장으로 재직하고 있을 적, 그는 당시 헥수론산이라고 불리던 비타민 C가 당에서 추출한 산과 화학적으로 유사한 성질을 갖고 있다는 사실을 발견했다. 이후 X-선 결정학을 통해 헥수론산 즉, 비타민 C의 정확한 구조를 알아냈고, 1934년에 탄수화물로부터 비타민 C를 화학적으로 합성해내는 데도 성공했다.

## 수상 경력
- 1934년 : 데비 메달
- 1937년 : 노벨 화학상
- 1942년 : 로열 메달